# Драгољуб и Богдан
„Драгољуб и Богдан” је југословенски документарни ТВ филм из 1982. године. Режирао га је Желимир Жилник који је написао и сценарио.

## Улоге
| Глумац              | Улога        |
| ------------------- | ------------ |
| Богдан Баштовановић | Електрицитет |
| Драгољуб Николић    | Струја       |